# Mervyn Crossman
Pour les articles homonymes, voir Crossman.
Mervyn Crossman, né le 7 avril 1935 et mort le 20 juin 2017, est un joueur australien de hockey sur gazon. Il participe aux Jeux olympiques d'été de 1960 et aux Jeux olympiques d'été de 1964. En 1964, il remporte la médaille de bronze de la compétition.